# Toiletpapir
Toiletpapir er papir på en rulle, som man bruger, når man er færdig med at være på toilettet, for at fjerne overskydende afføring fra området mellem balderne og rundt om anus. En typisk rulle toiletpapir fås med to lag med brydlinjer, men kan fås med 1-5 lag og uden brydlinjer.
Der fældes hver dag 27.000 træer til at lave toiletpapir af. Dette svarer til 15 % af verdens afskovning. Hver person brugte i 2005 i gennemsnit 3,8 kg toiletpapir om året. Det nordamerikanske gennemsnit lå på 23 kg, mens det afrikanske ditto lå på 400 gram pr. person.

## Historie
Kineserne var de første, der udviklede toiletpapir. Ingen ved, hvorfor man begyndte at bruge papir i stedet for blade. Men man ved, at det blev brugt første gang efter år 105, da papiret blev opfundet. Den første skriftlige optegnelse, hvor toiletpapir nævnes, er år 589. Udenlandske opdagelsesrejsende mente i starten, at det var uhygiejnisk at bruge toiletpapir. Før man begyndte at bruge toiletpapir, brugte man uld eller svampe. I middelalderen brugte man kviste, græs eller hø. De første fabrikker, der fremstillede toiletpapir, begyndte at dukke op i 1800-tallet. Det blev hurtigt mere og mere populært. I dag er det normalt at have toiletpapir liggende på/i en holder ved toilettet.

## Producenter af toiletpapir
- Lotus (SCA)
- tork (SCA)
- Lambi (Metsä Tissue)
- Kleenex